# 243536 Mannheim
243536 Mannheim este un asteroid din centura principală de asteroizi.

## Descriere
243536 Mannheim este un asteroid din centura principală de asteroizi. A fost descoperit pe 15 martie 2010 la Moorook de Erwin Schwab. Asteroidul prezintă o orbită caracterizată de o semiaxă mare de 3,11 ua, o excentricitate de 0,11 și o înclinație de 7,7° în raport cu ecliptica.